# Cầu dao

## Giới thiệu
Cầu dao là một loại công tắc được sử dụng để ngắt hoặc mở một mạch điện. Nó thường được sử dụng để kiểm soát việc cấp hoặc ngừng cấp điện cho các thiết bị, máy móc hoặc hệ thống. Cầu dao thường được sử dụng trong các hệ thống điện lực để bảo vệ các thiết bị trước những cú sốc điện và đảm bảo an toàn cho người sử dụng.
Cầu dao có thể được thiết kế với nhiều dạng khác nhau, tùy thuộc vào ứng dụng cụ thể. Ví dụ, cầu dao có thể được thiết kế để mở hoặc đóng mạch điện bằng cách sử dụng tay quay hoặc bằng cách sử dụng động cơ điện. Ngoài ra, cầu dao còn có thể được thiết kế để có khả năng chịu được điện áp và dòng điện cao hoặc thấp tùy theo yêu cầu sử dụng.

## Cầu dao thông thường
Ở các loại cầu dao thông thường, việc đóng ngắt mạch điện hoàn toàn bằng tay. Khác với công tắc, cầu dao thông thường ngắt đồng thời cả dây pha và dây trung hòa. Các cầu dao này thường được trang bị thêm cầu chì để làm thiết bị ngắt mạch tự động khi dòng điện bị quá tải. Khi đó, cầu chì sẽ bị chảy ra và làm ngắt mạch. Để phục hồi trạng thái đóng điện, cần phải thay cầu chì mới trong trạng thái cầu dao ngắt, sau đó mới đóng mạch cầu dao trở lại.

## Cầu dao tự động

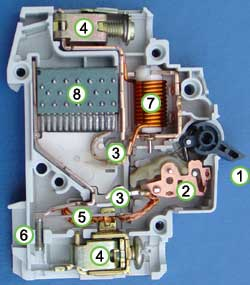
Bên trong một Aptomat khối (còn gọi là CB cóc)

Các loại cầu dao hiện đại hơn, ngoài chức năng đóng ngắt mạch điện bằng tay, còn bổ sung chức năng tự động ngắt mạch điện khi dòng điện bị quá tải hoặc ngắn mạch. Một số tính năng bổ sung khác như chức năng dò tìm các dòng điện bị lỗi, chống rò điện đất hoặc đóng mở tự động để trở lại điều kiện điện bình thường. Cầu dao tự động có nhiều loại, ngắt 1 pha và 3 pha.
Cầu dao tự động trong tiếng Việt còn được gọi là Aptomat (gọi theo phiên âm rút gọn của từ Автоматический выключатель trong tiếng Nga) hoặc CB (gọi theo chữ cái đầu của từ Circuit breaker trong tiếng Anh).